# Кажете за мен
„Кажете за мен“ (на английски: Say One For Me) е американски музикален филм от 1959 година на режисьора Франк Ташлин с участието на Бинг Крозби. Включен е в издадената през 1978 година книга „Петдесетте най-лоши филма на всички времена“.

## Сюжет
В средата на театралния район на Ню Йорк е енорията на отец Конрой (Бинг Кросби), чиято черква артистите често посещават, за да изкупят греховете си. Сред енориашите е и Холи Льо Мейс (Деби Рейнълдс), чийто баща Хари (Лес Тремейн) е бил стар водевилец.
Холи започва работа в нощен клуб като вариететна танцьорка, за да може да заплати медицинските разходи, след като баща и се разболява. Водещ актьор в клуба е Тони Винсънт (Робърт Уагнър), плейбой, който има романтични намерения към Холи. Скоро тя започва да изпитва чувства към него.
Отец Конрой се сприятелява с бившия текстописец Фил Стенли (Рей Уолстън), който заради алкохолизма си и трудните времена е принуден да акомпанира на пиано по време на представленията на Винсънт. Свещеникът започва да дразни Тони от пръв поглед, намесвайки се първо в личния живот на Холи, а след това и на Фил. Тони приема предложение за работа в един хотел в Маями и се опитва да убеди Холи да замине с него.
В знак на благотворителност, отец Конрой организира голямо шоу, което ще бъде излъчено по националната телевизия. Загубил работата си в Маями, Тони отчаяно се опитва да си осигури участие в спектакъла. За да докаже истинските му намерения спрямо Холи, свещеника предлага на Тони участие в шоуто, при положение, че той прекрати връзката си с нея. Холи остава шокирана, когато Тони приема предложението.
Когато идва неговият ред да пее, в Тони се обажда гузната му съвест и нещо в сърцето му се преобръща. Той се отказва от предоставеното му време, в което трябва да изпълни нова песен, написана от Фил. Отец Конрой е доволен, а скоро след това му се налага да венчае Холи и Тони.

## В ролите
- Бинг Крозби като отец Конрой
- Деби Рейнълдс като Холи Льо Мейс
- Робърт Уагнър като Тони Винсънт
- Рей Уолстън като Фил Стенли
- Лес Тремейн като Хари Льо Мейс
- Кони Гилкрайст като Мери
- Франк Макхю като Джим Дугън
- Джо Бесър като Джо Греб
- Стела Стивънс като Чорин
- Себастиан Кабът като монсеньор Франсис Стратфорд

## Саундтрак
- Say One for Me – в изпълнение на Бинг Крозби и Деби Рейнолдс
- "You Can't Love Them All" – в изпълнение на Деби Рейнолдс и Робърт Уагнър
- "You Can't Love Them All" – музикално повторение в изпълнение на момичешки хор
- The Girl Most Likely To Succeed – в изпълнение на Деби Рейнолдс и Робърт Уагнър
- "You Can't Love Them All" – музикално повторение в изпълнение на хор и оркестър
- "I Couldn't Care Less" – в изпълнение на Бинг Крозби
- Cha Cha Choo Choo – в изпълнение на Деби Рейнолдс, Робърт Уагнър и момичешки хор
- The Night That Rock And Roll Died – в изпълнение на Робърт Уагнър
- The Secret of Christmas – в изпълнение на Рей Уолстън
- Say One for Me – музикално повторение в изпълнение Бинг Крозби
- The Night That Rock And Roll Died – музикално повторение в изпълнение Джуди Хариет и Розмари Джун
- The Secret of Christmas – музикално повторение в изпълнение Бинг Крозби, Деби Рейнолдс, Робърт Уагнър и хор

## Награди и номинации
- Трето място за наградата Златен Лоуръл от наградите Лоуръл за най-добра женска роля в мюзикъл на Деби Рейнолдс от 1960 година.
- Трето място за наградата Златен Лоуръл от наградите Лоуръл за най-добра мъжка роля в мюзикъл на Бинг Крозби от 1960 година.
- Номинация за Оскар за най-добра музика, адаптирана за мюзикъл на Лайънъл Нюман от 1960 година.
- Номинация за Златен глобус за най-добър мюзикъл от 1960 година.
- Номинация за наградата на „Сценаристката гилдия на Америка“ за най-добър американски сценарий за мюзикъл на Робърт О′Браян от 1960 година.[1]